# 27 de desembre
El 27 de desembre és el tres-cents seixanta-unè dia de l'any del calendari gregorià i el tres-cents seixanta-dosè en els anys de traspàs. Resten 4 dies per acabar l'any.

## Esdeveniments
Països Catalans
- 1794 - Figueres (l'Alt Empordà): les tropes franceses ocupen la ciutat.
- 1933 - Barcelona: Enterrament multitudinari del President de la Generalitat Francesc Macià.
- 1985 - Barcelona sol·licita oficialment l'organització dels Jocs Olímpics.

Resta del món
- 1793 - Wissembourg (Baix Rin, França): l'exèrcit de la Primera República Francesa guanya en la batalla de Geisberg durant la guerra de la Primera Coalició.
- 1831 - Charles Darwin parteix d'Anglaterra en el bergantí HMS Beagle en el viatge que li permet desenvolupar la seva famosa teoria.
- 1836 - El govern d'Espanya reconeix la independència de Mèxic.
- 1870 - Guerra Francoprussiana: S'inicia el bombardeig de París.
- 1870 - Madrid: Atemptat mortal contra el general Joan Prim, President del govern espanyol.
- 1897 - París: estrena de Cyrano de Bergerac, obra de teatre d'Edmond Rostand.
- 1904 - Londres (Anglaterra): es fa la primera representació de "Peter Pan", de James Matthew Barrie, al Duke of York's Theatre.
- 1917 - Moscou: Els soviètics nacionalitzen els 18 bancs de Rússia.
- 1945 - Es crea el Fons Monetari Internacional.
- 1949 - La Haia (Països Baixos): mitjançant la signatura del Tractat de la Haia els Països Baixos reconeixen la independència d'Indonèsia.
- 1966 - Madrid: Joan Antoni Samaranch és nomenat president de la Delegación Nacional de Deportes.
- 1978 - El rei Joan Carles I sanciona la Constitució espanyola davant de les Corts.
- 1979 - Tropes soviètiques ocupen els edificis principals de Kabul, a l'Afganistan i n'assalten el Palau Presidencial.

## Naixements
Països Catalans
- 1350 - Perpinyà, el Rosselló: Joan I, "el Caçador", rei de la Corona d'Aragó.
- 1806 - Tortosa, Baix Ebre: Ramon Cabrera i Grinyó, militar carlí.
- 1865 - Barcelona: Jaume Novellas i de Molins, escriptor i poeta català (m. 1939)
- 1912 - Terrassa: Gertrudis Galí Mallofré, escultora catalana, exiliada a França (m. 1998).[1]
- 1922 - Barcelona: Ramon Trias Fargas, economista i polític català.
- 1943 - Barcelona: Joan Manuel Serrat, cantautor català.
- 1949 - València: Marià Albero i Silla, músic i cantautor valencià, lligat a la cançó en català (Nova cançó) i al moviment de l'Ona Laietana (m. 2013).
- 1955 - Lleida: Miguel Gallardo, dibuixant i guionista de còmic català, i també dissenyador, publicista i il·lustrador, creador de Makoki.
- 1995 - Montcada i Reixac (Vallès Occidental): Carlos Cuevas, actor.

Resta del món
- 1532 - Sevilla: Joan de Ribera, religiós valencià que arribà a ser arquebisbe i virrei de València i posteriorment sant
- 1571 - Weil der Stadt, Sacre Imperi Romanogermànic: Johannes Kepler, astrònom alemany.
- 1654 - Basilea, Suïssa: Jakob Bernouilli, matemàtic suís conegut, sobretot, pels seus treballs en càlcul diferencial i en teoria de la probabilitat (m. 1705).
- 1822 - Dole (Jura): Louis Pasteur, químic francès (m. 1895).[2]
- 1824 - París: Céleste Mogador, ballarina, cortesana i escriptora francesa, comtessa de Chabrillan (m. 1909).[3]
- 1911 - Madrid: Juana Francisca Rubio, pintora i cartellista espanyola defensora de la República (m. 2008).[4]
- 1925:
  - Buenos Aires, 13 d'octubre del 2004, París: Martha Boto, artista argentina i cofundadora del Grupo de Artistas no Figurativos.[5]
  - Huai'an, Jiangsu (Xina): Xie Tieli, guionista i director de cinema xinès (m. 2015).[6]
- 1901 - Berlín, Alemanya: Marlene Dietrich, actriu i cantant alemanya.[7]
- 1922 - Ciutat de Guatemala, Guatemala: Juan José Gerardi Conedera, bisbe guatemalenc, assassinat el 1988.
- 1934 - Surrey: Pat Moss, pilot de ral·lis d'automòbils, cinc cops campiona europea (m. 2008).[8]
- 1945 - Regne Unit: Rozsika Parker, psicoterapeuta, historiadora de l'art i escriptora britànica (m. 2010).
- 1948 - Châteauroux, Indre, França: Gerard Depardieu, actor francès.[9]
- 1959 - Huoqiu (Xina): Chu Chunqiu (xinès simplificat: 楚春秋) (Huoqiu 1959 -) militar i escriptor xinès. guanyador del Premi Mao Dun de Literatura de l'any 2005.[10]
- 1988 - Meridian, Mississipi (EUA): Hayley Williams, artista musical nord-americana, vocalista i pianista del grup de rock alternatiu, Paramore.

## Necrològiques
Països Catalans
- 1923 - Barcelona: Lluís Domènech i Montaner, arquitecte, polític i historiador català (n. 1849).
- 1978 - Figueres, Alt Empordà: Alexandre Deulofeu i Torres, farmacèutic, químic, polític i filòsof de la història català (n. 1903).
- 1992 - Barcelona: Eulàlia Fàbregas de Sentmenat, escultora catalana (n. 1906).[11]
- 1994 - Madrid (Espanya): Miquel Dolç i Dolç, filòleg, crític literari, poeta i traductor al català (n. 1912).
- 1998 - València: Ricardo Tormo Blaya, pilot valencià de motociclisme (n. 1952).
- 1999 - Lleidaː Maria Dolors Sabaté i Andreu, infermera, llevadora i dirigent de moviments de cristians obrers (n. 1920).[12]
- 2013 - Madrid: Elvira Quintillà i Ramos, actriu catalana de teatre, cinema i televisió (n. 1928).[13]

Resta del món
- 1665 - París: Catherine de Vivonne, amfitriona del primer saló literari parisenc, a l'Hôtel de Rambouillet (m. 1588).[14]
- 1875 - Pàdua: Francesco Miniscalchi-Erizzo, polític italià.
- 1891 - Estocolm: Amalia Lindegren, pintora sueca i membre de la Reial Acadèmia Sueca de les Arts (n. 1814).[15]
- 1923 - París, França: Alexandre Gustave Eiffel, enginyer civil. (n. 1832).
- 1938 - Beverly Hills: Florence Lawrence, actriu de cinema mut, la primera gran estrella cinematogràfica (n.1886).[16]
- 1942 - Lockport, Nova York: William G. Morgan, inventor del voleibol.
- 1944, Nova York: Amy Beach, pianista i compositora estatunidenca (n. 1867).[17]
- 1950 - Nova York: Max Beckmann, pintor alemany.[18]
- 1972:
  - Gènova, Itàlia: Renzo Bianchi fou un compositor italià.
  - Ottawa, Canadà: Lester Bowles Pearson, diplomàtic i polític canadenc, Premi Nobel de la Pau de l'any 1957 (n. 1897).
- 1981 - Los Angeles, Califòrnia (EUA): Hoagy Carmichael, compositor de música lleugera i per al cinema estatunidenc (n. 1899).
- 1988 - Malibu, Califòrnia (EUA): Hal Ashby, director de cinema, muntador, actor i productor estatunidenc (n. 1929).[19]
- 2001, Santa Cruz (Califòrnia): Helen Rodríguez Trías, pediatra estatunidenca i activista pels drets de les dones.[20]
- 2002 - Nova York, Nova York (EUA): George Roy Hill, director de cinema estatunidenc (n. 1921).
- 2005 - Donostia: Lourdes Iriondo Mujika, cantant i escriptora en basc, referent de la cançó d'autor basca de meitat del segle xx (n. 1937).[21]
- 2007 - Rāwalpindi, Panjab, Pakistan: Benazir Bhutto, política pakistanesa que fou Primera Ministra del seu país (n. 1953).[22]
- 2011 - Greenbrae, Califòrnia: Anne Tyng, arquitecta estatunidenca (n. 1920).[23]
- 2012 - Tampa, Florida (EUA): Norman Schwarzkopf, militar estatunidenc que serví com a comandant en cap de les Forces de la Coalició durant la Guerra del Golf (n. 1934).
- 2014 - Yiunchuan (Xina): Zhang Xiaoliang, assagista, poeta i escriptor xinès (n. 1936).
- 2015 - Spencertown, Nova York (EUA): Ellsworth Kelly, pintor i escultor nord-americà associat amb l'escola minimalista (n. 1923).
- 2016 - Los Angeles, Califòrnia: Carrie Fisher, actriu estatunidenca.
- 2019 - Las Vegas: Remilia, jugadora d'esports electrònics estatunidenca (n. 1995).
- 2023 - París: Jacques Delors, polític francès, president de la Comissió Europea. Premi Internacional Catalunya de l'any (n. 1925).[24]

## Festes i commemoracions
- Santoral: sants Joan Evangelista, Fabiola de Roma, vídua; Teodor Grapte i Teòfanes Grapte, Nicareta de Nicomèdia.